# Pałacyk Dezona w Parku Śródmiejskim
Pałacyk Dezona - pałacyk znajdujący się w Dąbrowie Górniczej, sąsiaduje z Parkiem Śródmiejskim.

## Historia
Pałacyk został wybudowany przed rokiem 1883 przez dyrektora Towarzystwa Francusko-Włoskiego w Dąbrowie Górniczej dla swojej żony. W czasie II wojny światowej był siedzibą Gestapo. Po wojnie znajdował się w nim komisariat milicji, a później policji.
W roku 2007 pałacyk został uszkodzony przez pożar. W roku 2008 został wyremontowany od zewnątrz oraz zyskał nowe pokrycie dachowe. 

## Źródła
- Pałacyk Dezona w Dąbrowie Górniczej na stronie internetowej Polska niezwykła
- Pałacyk Dezona na stronie internetowej Polska niezwykła
- Dzielnice - Centrum - Jana III Sobieskiego - 2A - Pałacyk Dezona na stronie Dawna Dąbrowa